# Tridentaria subuliphora
Tridentaria subuliphora är en svampart som beskrevs av Matsush. 1989. Tridentaria subuliphora ingår i släktet Tridentaria, divisionen sporsäcksvampar och riket svampar.   Inga underarter finns listade i Catalogue of Life.